# RTÉ電視
RTÉ電視（RTÉ Television）是愛爾蘭的國家廣播電視機構愛爾蘭廣播電視（RTÉ）的電視部門。RTÉ的首個電視頻道開始播出於1961年12月31日。目前RTÉ電視共有五個頻道，分別是RTÉ One（1961年開始播出，2013年開始播出高畫質節目）、RTÉ2（1978年開始播出，2011年開始播出高畫質節目）、RTÉ News Now（2008年開始播出）、RTÉjr（2011年開始播出）和RTÉ One +1（2011年開始播出）。